# Beaufort (Isèra)
Beaufort és un municipi francès situat al departament de la Isèra i a la regió d'Alvèrnia-Roine-Alps. L'any 2007 tenia 531 habitants.

## Demografia

### Població
El 2007 la població de fet de Beaufort era de 531 persones. Hi havia 212 famílies de les quals 56 eren unipersonals (36 homes vivint sols i 20 dones vivint soles), 60 parelles sense fills, 80 parelles amb fills i 16 famílies monoparentals amb fills.
La població ha evolucionat segons el següent gràfic:
Habitants censats

### Habitatges
El 2007 hi havia 239 habitatges, 213 eren l'habitatge principal de la família, 15 eren segones residències i 11 estaven desocupats. 228 eren cases i 10 eren apartaments. Dels 213 habitatges principals, 178 estaven ocupats pels seus propietaris, 30 estaven llogats i ocupats pels llogaters i 5 estaven cedits a títol gratuït; 5 tenien dues cambres, 12 en tenien tres, 68 en tenien quatre i 128 en tenien cinc o més. 188 habitatges disposaven pel capbaix d'una plaça de pàrquing. A 78 habitatges hi havia un automòbil i a 113 n'hi havia dos o més.

### Piràmide de població
La piràmide de població per edats i sexe el 2009 era:
| Homes | Edats   | Dones |
| ----- | ------- | ----- |
| 0     | 95 o +  | 0     |
| 0     | 90 a 94 | 0     |
| 0     | 85 a 89 | 0     |
| 8     | 80 a 84 | 0     |
| 0     | 75 a 79 | 16    |
| 12    | 70 a 74 | 20    |
| 4     | 65 a 69 | 12    |
| 4     | 60 a 64 | 8     |
| 16    | 55 a 59 | 24    |
| 12    | 50 a 54 | 4     |
| 20    | 45 a 49 | 20    |
| 40    | 40 a 44 | 24    |
| 4     | 35 a 39 | 16    |
| 12    | 30 a 34 | 12    |
| 16    | 25 a 29 | 4     |
| 20    | 20 a 24 | 4     |
| 8     | 15 a 19 | 4     |
| 8     | 10 a 14 | 24    |
| 8     | 5 a 9   | 20    |
| 4     | 0 a 4   | 24    |

## Economia
El 2007 la població en edat de treballar era de 343 persones, 258 eren actives i 85 eren inactives. De les 258 persones actives 231 estaven ocupades (139 homes i 92 dones) i 27 estaven aturades (5 homes i 22 dones). De les 85 persones inactives 30 estaven jubilades, 25 estaven estudiant i 30 estaven classificades com a «altres inactius».

### Ingressos
El 2009 a Beaufort hi havia 211 unitats fiscals que integraven 563,5 persones, la mediana anual d'ingressos fiscals per persona era de 17.149 €.

### Activitats econòmiques
Dels 17 establiments que hi havia el 2007, 1 era d'una empresa de fabricació d'altres productes industrials, 8 d'empreses de construcció, 2 d'empreses de comerç i reparació d'automòbils, 1 d'una empresa de transport, 1 d'una empresa d'hostatgeria i restauració, 1 d'una empresa d'informació i comunicació, 2 d'empreses de serveis i 1 d'una entitat de l'administració pública.
Dels 6 establiments de servei als particulars que hi havia el 2009, 1 era un paleta, 2 guixaires pintors, 1 fusteria, 1 electricista i 1 restaurant.
L'any 2000 a Beaufort hi havia 24 explotacions agrícoles que ocupaven un total de 736 hectàrees.

## Equipaments sanitaris i escolars
El 2009 hi havia una escola elemental integrada dins d'un grup escolar amb les comunes properes formant una escola dispersa.

## Poblacions més properes
El següent diagrama mostra les poblacions més properes.